# 제32대대 (남아프리카 공화국)
32 대대(별명인 아프리칸 버펄로나 "Os Terriveis", 포르투갈어로 "끔찍한 녀석들")는 남아프리카 공화국 육군에서 가장 잘 훈련된 보병 대대로 흑인 사병과 백인 장교 및 부사관으로 편성된 부대였다. 시비에 판 데어 스푸이 대령이 1975년에 남아프리카 공화국 특수부대의 2개 수색연대를 기반으로 창설한 이 부대는 1975년에 창설되어 1994년 선거 전 아프리카 민족회의(ANC)의 요구로 해체되었다.
32 대대는 본래 얀 브레이튼바흐 중령은 짧은 기간 동안만 지휘했지만, 에디 빌요엔 대령과 그의 뒤를 이은 데온 페레이라 대령의 지휘 아래 무서운 전투 기계로 착실히 발전했다. 그들 모두 비공식적으로 대대 내에서는 "Big Daddy"라는 별명으로 알려졌다. 이 말은 대대로부터 애정어린 존경의 뜻이 담긴 표현이었다.
대대는 구 남아프리카 공화국 방위군(SADF) 중 최고의 부대로 간주되었다. 이 대대는 대개 남아프리카 공화국 국경 전쟁 기간 동안에 가장 뛰어난 부대 중 하나였다. 부대원들이 14개의 호노리스 크룩스(Honoris Crux) 훈장을 수상하기도 했다. 이 기록을 갱신한 유일한 부대는 남아프리카 공화국 특수부대였는데, 이 부대원들은 남아프리카 공화국 국경 전쟁 중에 모두 46개의 호노리스 크룩스 훈장을 받았다.

## 역사

### 창설과 활동
1975년, 앙골라 내전에서 앙골라 인민해방운동(포르투갈어: Movimento Popular de Libertacao de Angola, MPLA)이 승리를 거둔 이후, 그들의 주요 경쟁자였던 앙골라민족해방전선(포르투갈어: Frente Nacional de Libertacao de Angola, FNLA) 소속의 많은 부대가 남아프리카 공화국이 통제하고 있던 남서 아프리카에서 피난처를 찾았다.
이 부대들로부터 시비에 판 데어 스푸이 대령은 2개 수색연대와 나중에 얀 브레이튼바흐 중령이 처음에는 "브라보 그룹"(Bravo Group)이라 알려졌고, 나중에 32 대대로 개명한 부대를 창설했다. 본래 브라보 그룹은 2개 보병 중대, 박격포 소대, 대전차 부대와 기관총 소대로 구성되었지만, 32 대대는 6개 보병 중대, 81mm 박격포와 대전차포 및 기관총을 장비한 화력지원중대로 부대 규모가 확장되었다. 부대의 무기는 브레이튼바흐 대령이 밝힌 바에 따르면 미국이 지원했다
다른 남아프리카 공화국 방위군(South African Defence Force, SADF) 부대와 달리, 32 대대는 주로 남부 앙골라에 전개하여 SADF의 정규군과 적들 사이에서 완충 역할을 맡았다. 부대는 또한 앙골라 완전 독립 민족 동맹(포르투갈어: Unio Nacional para a Independncia Total de Angola, UNITA)의 반공산주의운동(MPLA가 공산계였다)을 지원하기도 했다. 32대대는 주로 반군에 대한 대응부대로 활용되었지만, 쿠이토 쿠아나발레 전투에서처럼 특히 전쟁 말기에 접어들면서 준정규군으로 운용된 적도 있다. 예를 들어, 앙골라와 나미비아 국경 분쟁에 개입했을 때 SADF의 어떤 부대보다도 더 뛰어났으며 적들에게 피해도 훨씬 많이 입혔다고 주장하기도 했다.
대대는 남아프리카 공화국 출신 백인 장교 및 부사관들의 지휘를 받는 흑인 앙골라 출신 사병과 부사관으로 구성되었다. 대대의 장교들 중에는 남아프리카 공화국 출신뿐만 아니라 영국, 로디지아, 포르투갈 및 미국 출신의 장교들이 특히 초기 대대의 초기 시절에 섞여 있었다.
1989년, 나미비아가 독립한 후, 부대는 남아프리카 공화국으로 철수했으며, 철수 이후에는 반군 진압부대로 운용되었다가 나중에 남아프리카 공화국의 흑인 거주 구역에도 투입되었다. 나미비아 시대를 마감할 무렵, 부대는 라텔90 장갑차 및 127mm 발키리 다연장로켓발사기와 20mm 대공기관포를 장비한 전투단으로 성장했다.
국민당과 아프리카 민족회의간의 협상 결과에 따라, 32 대대는 1993년 3월에 해체되었고, 펌프릿의 초라한 마을에서 해단식을 가졌다.

### 부대 해산 이후
부대 해산 후 앙골라 출신 사병들에게는 어떠한 조치도 취해지지 않았다. 그들은 남아프리카 공화국 국민이 아니라 앙골라인들이었으며, 언어도 다른 이방인들로, 군사 기술 외에는 가진 기술도 없는 처지였다. 한 32 대대 출신 퇴역 군인은 자신들은 일반 사회에서 할 일이 없으며, 32 대대에서 복무하며 익힌 전투 기술로 "보안" 업무를 할 수밖에 없다고 인터뷰하기도 했다. 브레이튼바흐 대령은 한국방송과 인터뷰에서 다음과 같이 대답했다.
그들 대다수는 보안회사에서 일했다. 왜냐하면 그것이 그들이 배운 것이니까. 남아공의 대부분 보안 회사들이 그들을 고용했다. 그들은 이라크도 갔다. 많은 32 대대 병사들이 이라크에 갔다. 많은 수는 아니지만 두 번의 이라크 전에도 보안회사 직원으로 참가했다. 그렇다. 그들이 할 수 있는 것은 그것뿐이었다— KBS스페셜 2006년 3월 5일 방영 - <전쟁을 생산한다 - 민간군사기업>

많은 전 32 대대 출신 병사들이 시에라리온 내전에도 이 부대 출신들이 상당수 개입했는데 유명한 민간 군사 기업인 익서큐티브 아웃컴즈(Excutive Outcomes, EO)가 이 부대 출신들이 다수를 이루었다. 2004년에도 적도 기니에서 반정부 쿠테타에 가담했다가 짐바브웨에서 사전에 발각되어 짐바브웨 정부에 억류됨으로써 실패하기도 했다.

## 대중문화
영화 《블러드 다이아몬드》(Blood Diamond)에서 리어나도 디캐프리오가 연기한 등장인물 대니 아처(Danny Archer)가 전직 32대대 출신으로 나온다.

## 같이 보기
- 《블러드 다이아몬드 (영화)》 : 이 영화의 주인공인 대니 아처가 이 부대 출신으로 설정되어 있다.
- 시에라리온 내전
- 남아프리카 공화국 특수부대
- 블러드 다이아몬드
- 앙골라 내전

## 참조
1. 1 2  KBS스페셜 2006년 3월 5일 방영 - <전쟁을 생산한다 - 민간군사기업>
2. ↑  “남아프리카 공화국 - 폼프릿”. 2016년 3월 5일에 원본 문서에서 보존된 문서. 2007년 1월 3일에 확인함.